# Воєнні злочини в Черкаській області під час російсько-української війни

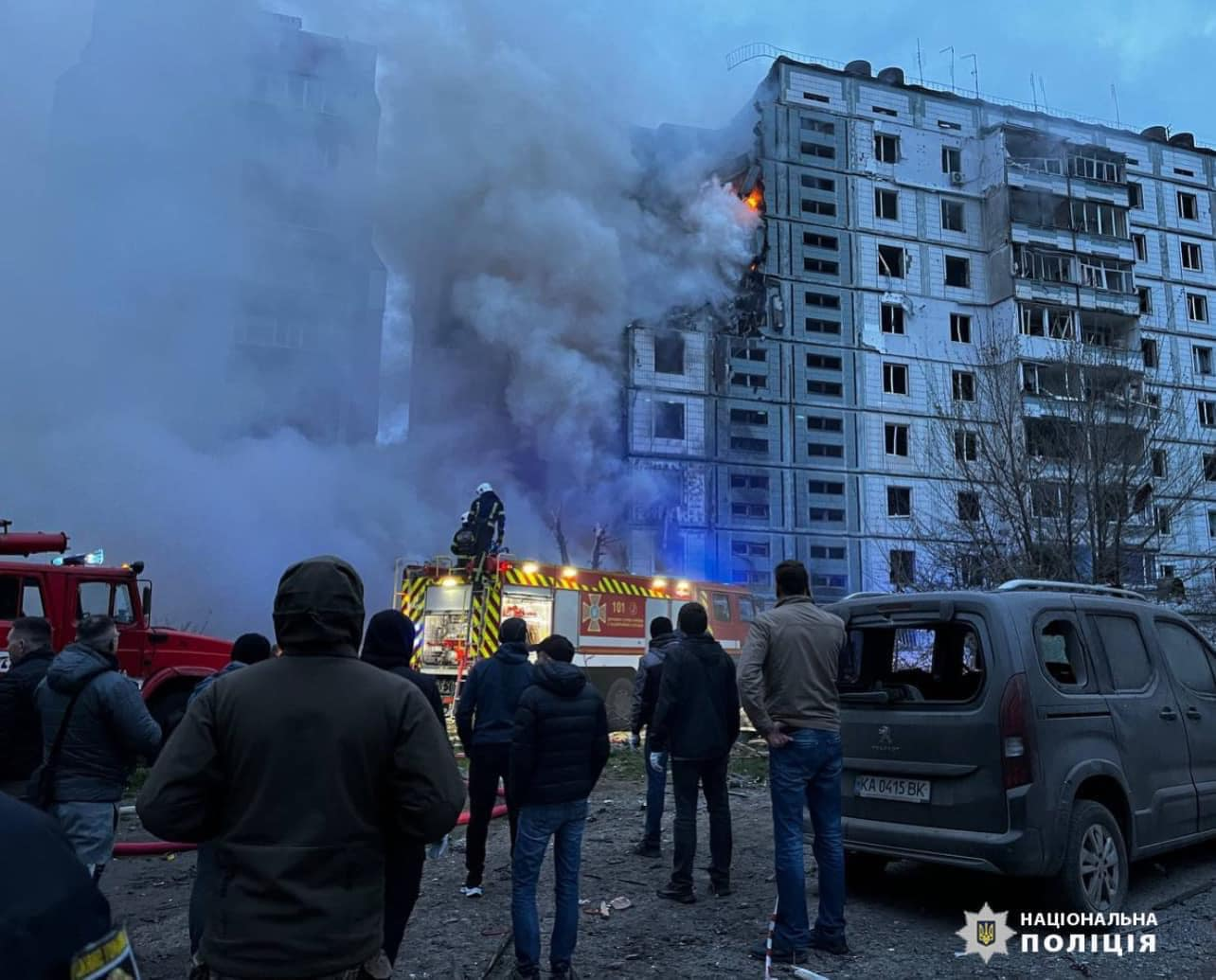
Наслідки влучання російської ракети в житловий будинок в Умані 28 квітня 2023

24 лютого 2022 року у Умані російська ракета поцілила в магазин - загинув чоловік, який проїжджав повз на велосипеді, у ЗМІ його назвали першим загиблим цивільним.
26 червня російська армія завдала двох ракетних ударів по Черкащині, внаслідок чого одна людина загинула і п'ятеро травмованих, було пошкоджено об'єкт інфраструктури.
28 квітня 2023 року було здійснено Ракетний удар по Умані, дві ракети Х-101 і Х-555 у 9-поверховий житловий будинок, внаслідок чого загинуло 23 особи, в тому числі 6 дітей.